# Elimia pygmaea
Elimia pygmaea är en snäckart som först beskrevs av H. H. Smith 1936.  Elimia pygmaea ingår i släktet Elimia och familjen Pleuroceridae. IUCN kategoriserar arten globalt som utdöd. Inga underarter finns listade i Catalogue of Life.